# Aleksander Rawecki
Aleksander Rawecki (ur. 6 lutego 1934 w Haillicourt, Francja, zm. 6 marca 2016 w Środzie Wielkopolskiej) – kapłan archidiecezji poznańskiej (od 1959 r.), proboszcz parafii kolegiackiej w Środzie Wielkopolskiej (1979–2010), dziekan dekanatu średzkiego (1987–2010), kanonik gremialny kapituły kolegiackiej (od 1988 r.), prepozyt tejże kapituły (1992-2010), prałat honorowy Jego Świątobliwości (od 2000 r.), protonotariusz apostolski (od 2010 r.).

## Życiorys
Rodzice, Józef i Bronisława, wyemigrowali do Francji za chlebem. Z zawartego we Francji małżeństwa urodził się Aleksander. Osiem miesięcy później rodzina przeniosła się do Leszna. 
W czasie II wojny światowej ojciec został wcielony do wojska polskiego. Matka z dziećmi: Aleksandrem, Ludwikiem i Heleną uciekła do Kutna, a następnie do wsi Lubienka koło Gostynina. Zamieszkała u sołtysa wsi, Stefana Pruszyńskiego. Bronisława Rawecka umarła 30 września 1939 r. Nie wiadomo gdzie została pochowana. Osierocone dzieci, po kilkumiesięcznej tułaczce, trafiły pod opiekę babki mieszkającej w Wielichowie.
Po wojnie, Józef Rawecki wrócił z dziećmi  do Leszna. Zamieszkał na terenie parafii św. Mikołaja, której proboszczem był ks. prałat Teodor Korcz. Miał on duży wpływ na kształtowanie się powołania kapłańskiego młodego Aleksandra.  
W 1953 r. Aleksander wstąpił do Arcybiskupiego Seminarium Duchownego w Poznaniu. Ukończył je 28 czerwca 1959 r., gdy przyjął święcenia kapłańskie z rąk arcybiskupa Antoniego Baraniaka w katedrze poznańskiej.
Najbardziej wyróżniającymi się wymiarami duszpasterstwa ks. Raweckiego była praca z młodzieżą oraz budzenie powołań kapłańskich. Parafia za jego czasów dała 16 powołań kapłańskich, 4 powołania zakonne żeńskie i 2 powołania zakonne męskie. Poza tym, był cierpliwym spowiednikiem i posługi w konfesjonale pilnował przez całe kapłańskie życie. 
Zmarł 6 marca 2016 r. w Środzie Wielkopolskiej. Mszy św. pogrzebowej przewodniczył arcybiskup Stanisław Gądecki, a kazanie wygłosił ks. Zbigniew Króczyński. Zgodnie z ostatnią wolą, ks. Rawecki spoczął w nadziei na zmartwychwstanie w kwaterze kapłanów na średzkim cmentarzu, obok ks. Wojciecha Raczkowskiego i ks. Jana Krajewskiego. Zamiast kwiatów, prosił o przekazanie pieniędzy na wsparcie Salezjańskiego Ośrodka Misyjnego w Warszawie.  

## Posługa kapłańska
- wikariusz w parafii św. Marcina w Swarzędzu (1959–1962)
- wikariusz w parafii św. Rocha w Poznaniu (1962–1966)
- wikariusz w parafii św. Anny w Poznaniu (1966–1974)
- rektor ośrodka duszpasterskiego w Poznaniu na Żegrzu z zadaniem budowy kościoła (1974–1979)
- proboszcz w parafii kolegiackiej w Środzie Wielkopolskiej (1979–2010)

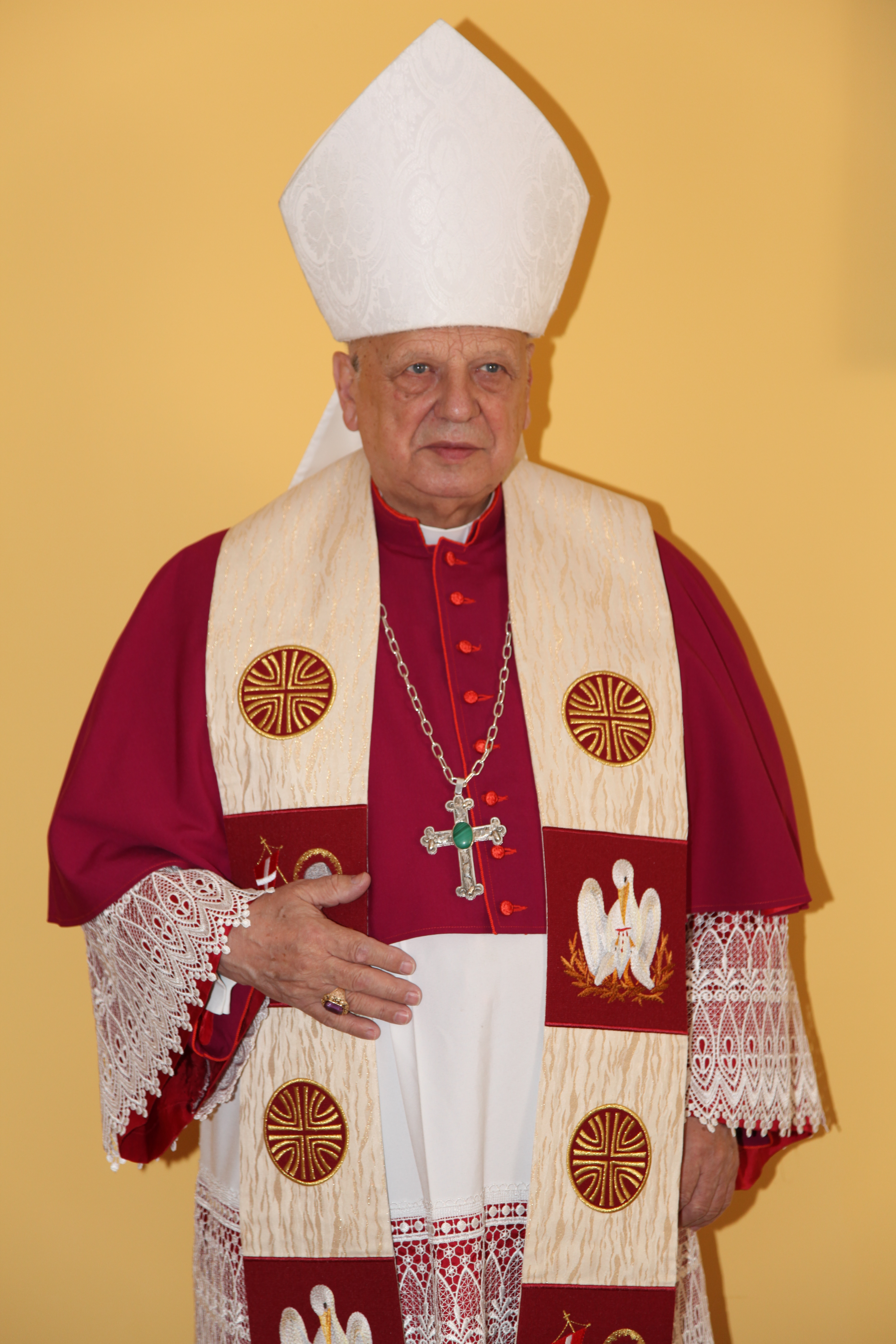
Ks. Aleksander Rawecki w stroju protonotariusza apostolskiego

## Odznaczenia i godności
Ks. Aleksander Rawecki otrzymał od arcybiskupa Jerzego Stroby godność kanonika gremialnego kapituły kolegiackiej w Środzie w 1988 r. Członkowie kapituły wybrali go w 1992 r. na prepozyta tejże kapituły. W 2000 r. papież Jan Paweł II nadał ks. Raweckiemu godność prałata honorowego, zaś w 2010 r. papież Benedykt XVI nadał mu godność protonotariusza apostolskiego, w Polsce nazywanego potocznie infułatem. 
Obok godności kościelnych ks. Aleksander Rawecki otrzymał: w 1995 r. nagrodę ministra kultury za najlepsze użytkowanie obiektu sakralnego; w 2005 r. od Rady Miejskiej w Środzie medal Ad valorem; w 1996 tytuł Średzianin Roku i nagrodę Sulisława; w 2005 r. nagrodę Honorowego Sulisława.